# 格尔德·米勒 (政治人物)

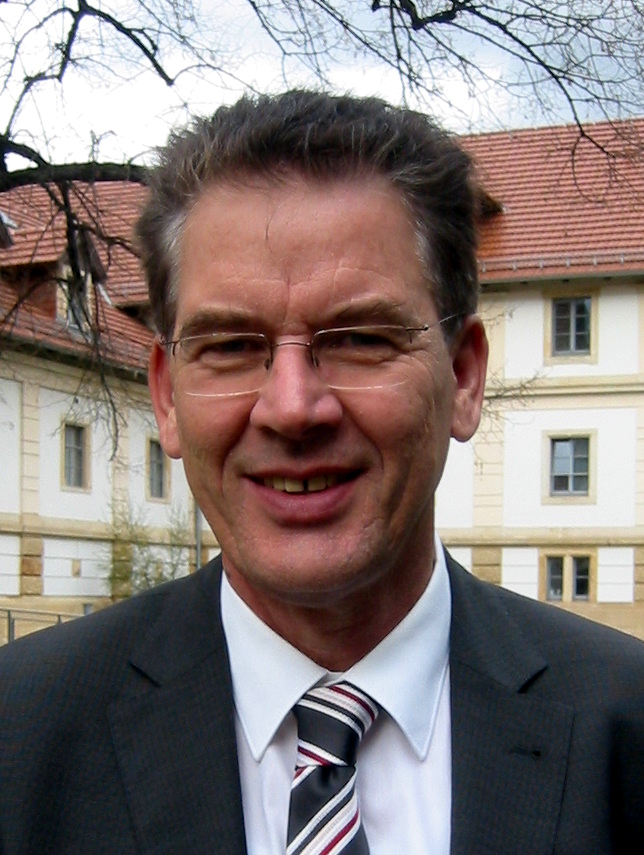

格尔德·米勒（Gerd Müller，1955年8月25日—）是德國的一位政治人物，也是基督教社會聯盟的黨員。他是現任德國聯邦經濟合作及發展部的部長。自1994年開始，米勒就是德國國會的議員。米勒是一位天主教徒，並且已育有兩個孩子。